# Eleição municipal de Sorocaba em 2008
A eleição municipal da cidade brasileira de Sorocaba ocorreu em 5 de outubro de 2008 para eleger um prefeito, um vice-prefeito e 20 vereadores para a administração da cidade. O prefeito Vitor Lippi, do Partido da Social Democracia Brasileira (PSDB), foi reeleito no primeiro turno, com a maior votação da história da cidade, obtendo 242.271 votos, o que corresponde a 79% dos votos válidos, e governou a cidade pelo período de 1º de janeiro de 2009 a 31 de dezembro de 2012. Hamilton Pereira do PT teve 12% dos votos válidos, e Raul Marcelo do PSOL obteve 7% dos votos válidos. O colégio eleitoral de Sorocaba na época possuía cerca de 384.030 eleitores.
A votação teve uma taxa de 5% de votos nulos (o que corresponde a 18.992 votos), 9.806 votos brancos (2%) e 49.920 abstenções (13%).

## Candidatos
|  | Nº | Candidato        | Partido | Vice                | Coligação                                                                                           |
|  | -- | ---------------- | ------- | ------------------- | --------------------------------------------------------------------------------------------------- |
|  | 45 | Vitor Lippi      | PSDB    | José Ailton Ribeiro | "Sorocaba do Trabalho e da Justiça Social" PSDB, PV, PHS, PSDC, PMN, PTB, PMDB, PRP, DEM, PSL e PSC |
|  | 13 | Hamilton Pereira | PT      | Chaves Neto (PSB)   | "Sorocaba Olhando para o Futuro" PRB, PP, PDT, PT, PR, PRTB, PSB, PC do B, PT do B                  |
|  | 50 | Raul Marcelo     | PSOL    | Marco Antonio       | Partido não coligado                                                                                |

### Partido da Social Democracia Brasileira (PSDB)
O então prefeito Vitor Lippi foi o candidato a reeleição pelo PSDB. Lippi foi eleito vereador em 1988, na cidade de Mairinque, foi também vereador de Alumínio em 1992. Cinco anos depois foi secretário de saúde de Sorocaba chamado pelo então prefeito Renato Amary. Nas Eleições de 2004 foi inicialmente candidato a vice-prefeito do candidato Luiz Leite (PSDB). Luiz Leite teve sua candidatura cassada, sendo Lippi escolhido como o candidato oficial do partido. Com o apoio do então prefeito Renato Amary, Lippi foi o candidato mais votado no primeiro turno, com 130.874 votos (45,66% dos votos). No segundo turno enfrentou José Caldini Crespo, onde foi eleito com 167.856 votos (62,43% dos votos).
No início de 2008 Lippi convenceu Crespo (DEM) a desistir de sua pré-candidatura a prefeito de Sorocaba. Em troca, Crespo seria candidato a vice-prefeito e o Democratas, seu partido, teria três secretarias. No entanto José Ailton Ribeiro foi anunciado como candidato a vice-prefeito, o que fez Crespo romper o acordo com Vitor Lippi. Renato Amary, até então principal cabo eleitoral de Lippi não concordou com sua gestão e chegou a declarar que não apoiava a reeleição de Vitor Lippi, gerando uma crise no PSDB de Sorocaba e uma futura saída de Renato do partido, em 2011.

### Partido dos Trabalhadores (PT)
O então deputado estadual Hamilton Pereira disputou a prefeitura pela terceira vez, tendo como vice Fernando Silva Chaves Neto II. Em 2002 Hamilton Pereira se consagrou como o deputado estadual mais votado da história de Sorocaba até hoje, com mais de 69 mil votos na cidade.

### Partido Socialismo e Liberdade (PSOL)
O ex-vereador e deputado estadual eleito em 2006 com mais de 28 mil votos na cidade, Raul Marcelo, disputou a prefeitura de Sorocaba pela primeira vez. O PSOL foi um partido criado logo após a ascensão do PT ao palácio do Planalto, que nessa época começou a enfrentar conflitos internos ideológicos. Sem uma alternativa a esquerda pelas quais pudessem se coligar, alguns parlamentares começaram a lutar pela fundação de um novo partido, que posteriormente seria chamado de PSOL.

## Resultados

### Prefeito
| Vitor Lippi (PSDB)      | José Ailton (PSDB)      | 242.271 | 79,35%  |
| Hamilton Pereira (PT)   | Chaves Neto (PSB)       | 38.781  | 12,70%  |
| Raul Marcelo (PSOL)     | Marco Antonio (PSOL)    | 24.620  | 7,95%   |
| Total de votos válidos  | Total de votos válidos  | 305.312 | 100,00% |
| Votos apurados          |                         |         |         |
| Votos válidos           | Votos válidos           | 305.312 | 91,38%  |
| Votos em branco         | Votos em branco         | 9.806   | 2,93%   |
| Votos nulos             | Votos nulos             | 18.992  | 5,68%   |
| Total de votos apurados | Total de votos apurados | 334.110 | 100,00% |
| Eleitores               |                         |         |         |
| Comparecimento          | Comparecimento          | 334.110 | 87,00%  |
| Abstenções              | Abstenções              | 49.920  | 13,00%  |
| Total de eleitores      | Total de eleitores      | 384.030 | 100,00% |
| Total de seções: 954    |                         |         |         |

### Vereadores eleitos
| Candidato(a)            | Partido | Coligação   | Votação | Votação     |
| Candidato(a)            | Partido | Coligação   | Votos   | Porcentagem |
| ----------------------- | ------- | ----------- | ------- | ----------- |
| Crespo                  | DEM     | PTB/DEM     | 9.874   | 3,29%       |
| Hélio Godoy             | PSDB    | PSDB        | 5.384   | 1,79%       |
| Anselmo Neto            | PP      | PRB/PP/PSB  | 5.106   | 1,70%       |
| João Donizeti Silvestre | PSDB    | PSDB        | 5.061   | 1,68%       |
| Cláudio do Sorocaba I   | PR      | PT/PR       | 5.037   | 1,68%       |
| Marinho Marte           | PPS     | PTN/PPS/PTC | 4.731   | 1,57%       |
| Engº Martinez           | PSDB    | PSDB        | 4.567   | 1,52%       |
| Geraldo Reis            | PV      | PV          | 4.421   | 1,47%       |
| Irineu Toledo           | PRB     | PRB/PP/PSB  | 3.980   | 1,32%       |
| Carlos Cézar            | PTB     | PTB/DEM     | 3.818   | 1,27%       |
| Yabiku                  | PSDB    | PSDB        | 3.591   | 1,20%       |
| Emílio Ruby             | PSC     | PSC/PMN/PRP | 3.377   | 1,12%       |
| Paulo Francisco Mendes  | PSDB    | PSDB        | 3.356   | 1,12%       |
| Izídio de Brito         | PT      | PT/PR       | 3.348   | 1,11%       |
| Ten. Cel Rozendo        | PV      | PV          | 3.247   | 1,08%       |
| Ditão Oleriano          | PMN     | PSC/PMN/PRP | 3.214   | 1,07%       |
| Antônio Silvano         | PMDB    | PMDB        | 3.071   | 1,02%       |
| Francisco França        | PT      | PT/PR       | 2.711   | 0,90%       |
| Neusa Maldonado         | PSDB    | PSDB        | 2.668   | 0,89%       |
| Pr. Luis Santos         | PMN     | PSC/PMN/PRP | 2.111   | 0,70%       |

### Representação numérica das coligações na Câmara Municipal
| Coligação      | Votos  | Votos válidos(%) | Número de Vereadores |
| PSDB           | 63.864 | 21,26            | 6                    |
| PT/PR          | 39.677 | 13,21            | 3                    |
| PSC/PMN/PRP    | 31.686 | 10,55            | 3                    |
| PV             | 30.974 | 10,31            | 2                    |
| DEM/PTB        | 29.854 | 09,94            | 2                    |
| PP/PRB/PSB     | 26.352 | 08,77            | 2                    |
| PSD/PTN/PTC    | 18.650 | 06,21            | 1                    |
| PMDB           | 16.820 | 05,60            | 1                    |
| PSL / PSDC/PHS | 13.291 | 04,42            | 0                    |
| PSOL           | 10.331 | 03,44            | 0                    |
| PDT/PT do B    | 9.581  | 03,19            | 0                    |
| PC do B/PRTB   | 9.324  | 03,10            | 0                    |

A base do prefeito reeleito Vitor Lippi teve maioria histórica na Câmara Municipal, com 15 vereadores eleitos, Crespo (DEM), Hélio Godoy (PSDB), João Donizeti Silvestre (PSDB), Marinho Marte (PPS), Engº Martinez (PSDB), Geraldo Reis (PV), Carlos Cézar (PTB), Yabiku (PSDB), Emílio Ruby (PSC), Paulo Francisco Mendes (PSDB), Ten. Cel Rozendo (PV), Ditão Oleriano (PMN), Antônio Silvano (PMDB), Neusa Maldonado (PSDB) e Pr. Luis Santos (PMN). O PSDB elegeu a maior bancada partidária da história de Sorocaba desde a redemocratização do Brasil, com seis vereadores eleitos.
Na oposição, a coligação do candidato do PT Hamilton Pereira elegeu 5 vereadores, Anselmo Neto (PP), Cláudio do Sorocaba I (PR), Irineu Toledo (PRB), Izídio de Brito (PT) e Francisco França (PT).